# Francesco Cennini de' Salamandri
Francesco Cennini de' Salamandri, emellanåt endast Francesco Cennini, född 21 november 1566 i Sarteano, död 2 oktober 1645 i Rom, var en fransk kardinal och biskop.

## Biografi
Francesco Cennini de' Salamandri var son till Curzio Cennini och Iacoma Franceschi. Han studerade vid Sienas universitet, där han blev iuris utriusque doktor.
Cennini prästvigdes 1591. Under en tid tjänade han som advokat vid kurian.
I oktober 1612 utnämndes Cennini till biskop av Amelia och biskopsvigdes samma månad av kardinal Giovanni Garzia Millini i kyrkan San Biagio in Montecitorio. Mellan 1618 och 1621 var Cennini nuntie i Spanien. Förstnämnda år blev han även latinsk patriark av Jerusalem.
År 1621 utsåg påve Paulus V Cennini till kardinalpräst med San Marcello som titelkyrka. Cennini deltog i konklaven 1623, vilken valde Urban VIII till ny påve, och i konklaven 1644, vilken valde Innocentius X. Cennini avslutade sitt kardinalskap som kardinalbiskop av Porto-Santa Rufina.
Kardinal Cennini avled 1645 och har fått sitt sista vilorum i San Marcello al Corso i Rom; gravmonumentet är utfört av Giovanni Francesco de Rossi.

## Bilder
| - Kardinal Cenninis gravmonument i San Marcello al Corso, utfört av Giovanni Francesco de Rossi. |